# Leonardo Pettinari
Leonardo Pettinari (født 19. april 1973 i Pontedera) er en italiensk tidligere roer og syvdobbelt verdensmester. Han var primært letvægtsroer.
Pettinaris første store bedrift var, da han som 14-årig vandt de italienske ungdomslege. I 1993 var han med i den italienske seniorletvægtsotter, der vandt VM-bronze, året efter vandt han sit første VM-guld som den ene af roerne i letvægtsdobbeltsculler og i 1995 var han med til at blive verdensmester i letvægtsfireren.
Han var første gang med til OL i 1996 i Atlanta, hvor han igen roede letvægtsfirer. Italienerne blev først nummer fire i deres indledende heat, derpå nummer to i opsamlingsheatet. I semifinalen måtte de nøjes med en femteplads og kom dermed i B-finalen, hvor de blev nummer to, hvilket gav en samlet ottendeplads i konkurrencen.
Efter OL vendte han tilbage til letvægtsdobbeltsculleren, og han vandt VM-sølv sammen med Michelangelo Crispi i denne i 1997 og 1998, inden han vandt sit tredje verdensmesterskab i 1999 (igen sammen med Crispi).
Ved OL 2000 i Sydney stillede han igen op i dobbeltsculler, nu sammen med Elia Luini. De vandt deres indledende heat og blev nummer to i semifinalen. I finalen vandt den polske båd guld relativt sikkert, mens italienerne vandt sølv foran Frankrig.
Pettinari og Luini vandt derpå VM-guldmedaljer i letvægtsdobbeltsculler i 2001, 2002 og 2003. De var derfor blandt favoritterne ved OL 2004 i Athen, men efter en andenplads i indledende heat og i opsamlingsheatet blev de kun nummer fem i semifinalen, da Pettinari blev skadet. Han blev i B-finalen erstattet af Nicola Moriconi, men den nye konstellation blev sidst, så italienerne endte på en samlet tolvteplads.
I 2005 var Luini skiftet ud med Stefano Basalini i dobbeltsculleren, og de blev verdensmestre dette år. Året efter blev det kun til plads i B-finalen ved VM, og i 2007 var Pettinari skiftet til letvægtsdobbeltfireren, som sikrede ham sit syvende og sidste verdensmesterskab, idet han indstillede sin internationale aktive karriere efter VM dette år.
Efter den aktive karriere er Pettinari fortsat i sporten som træner og administrator, og siden 2013 har han været præsident for Canottieri Pontedera, den klub han selv repræsenterede størstedelen af sin karriere.

## OL-medaljer
- 2000:  Sølv i letvægtsdobbeltsculler